# Union der in Europäischen Ländern Arbeitenden Muslime
Die Union für die in europäischen Ländern arbeitenden Muslime e. V. (UELAM) war eine Abspaltung der Islamischen Avantgarden, der Mitglieder des Islamischen Zentrums Aachen, das sich 1981 von der Islamischen Gemeinschaft in Deutschland abgespalten hatte und der Muslimbruderschaft nahestand. 1995 war die UELAM Mitglied des Zentralrats der Muslime in Deutschland. Sie wurde als islamistische Organisation vom Verfassungsschutz beobachtet und 2007 aufgelöst.